# Manuel Rivas Pastor
Manuel Rivas Pastor (ur. 13 lipca 1960 w Jaén) – hiszpański szachista, arcymistrz od 1987 roku.

## Kariera szachowa
Pod koniec lat 70. awansował do ścisłej czołówki hiszpańskich szachistów i należał do niej do pierwszych lat 90. XX wieku. Wielokrotnie wystąpił w finałach indywidualnych mistrzostw kraju, 4 razy zdobywając złote medale (1978, 1979, 1981, 1991). Pomiędzy 1978 a 1992 rokiem pięciokrotnie (w tym 2 razy na I szachownicy) reprezentował narodowe barwy na szachowych olimpiadach, natomiast w latach 1989 i 1992 – w drużynowych mistrzostwach Europy (w obu przypadkach na I szachownicy).
Pierwszy sukces na arenie międzynarodowej odniósł w 1977 r., dzieląc VII m. (z Constantinem Ionescu, Marcelem Sisniegą i Krumem Georgiewem) w mistrzostwach świata juniorów do lat 20 w Innsbrucku. Kolejny znaczący wynik osiągnął na przełomie 1979 i 1980 r. w Groningen, gdzie podzielił IV m. (z Zurabem Azmaiparaszwilim i Jamesem Plaskettem) w mistrzostwach Europy w tej samej kategorii wiekowej. W następnych latach sukcesy odniósł m.in. w:
- Medina del Campo (1980, II m. za Wiktorem Kuprejczykiem),
- Torremolinos (1983, I m.),
- Hawanie (1983, turniej B, I m.)
- Santa Catalinie (1987, dz. I m. z Ivanem Moroviciem Fernandezem),
- Salamance (1989, dz. I m. z Tamazem Giorgadze i Siergiejem Kudrinem),
- Albacete (1989, z. I m. z Alfonso Romero Holmesem i Jesusem Marią De la Villa Garcią),
- Mesie (1992, dz. II m. za Anatolijem Wajserem, z m.in. Weselinem Topałowem i Glennem Flearem),
- Dos Hermanas (1993, dz. III m. za Anatolijem Karpowem i Judit Polgar, z Aleksandrem Chalifmanem i Władimirem Jepiszynem),
- Albacete (2005, II m. za Renierem Castellanosem),
- Lorce (2005, I m.),
- Malaga (2006, II m. za Slavko Cicakiem),
- Almerii – dwukrotnie (2006, II m. za Mihai Șubą oraz 2007, I m.),
- Ourense (2008, dz. II m. za Isamem Ortizem Suarezem, wspólnie z Krasimirem Rusiewem i Władimirem Petkowem),
- La Lagunie (2008, dz. II m. za Olegiem Korniejewem, wspólnie z m.in. Piotrem Bobrasem, Fernando Peraltą i Wadimem Małachatko),
- Sewilli (2009, I m.).

Najwyższy ranking w dotychczasowej karierze osiągnął 1 września 2011 r., z wynikiem 2559 punktów zajmował wówczas 8. miejsce wśród hiszpańskich szachistów.